# Letava, Cemerivți
Letava (în ucraineană Летава) este localitatea de reședință a comunei Letava din raionul Cemerivți, regiunea Hmelnîțkîi, Ucraina.

## Demografie
Componența lingvistică a localității Letava
     Ucraineană (99,52%)
     Alte limbi (0,48%)
Conform recensământului din 2001, majoritatea populației localității Letava era vorbitoare de ucraineană (99,52%), existând în minoritate și vorbitori de alte limbi.